# アレクサンドラ・ツルンチェヴィッチ
アレクサンドラ・ツルンチェヴィッチ（セルビア語ラテン翻字: Aleksandra Crnčević、1987年5月30日 - ）は、セルビアの女子バレーボール選手。

## 来歴
2002年よりセルビアリーグのPostar 064でプレーし、2005/06シーズンと2006/07シーズンの2シーズンでリーグ優勝を経験。
2008年からはギリシャでプレーし、2010年にはルーマニア、2011年にはフランスにプレーの場を移した。
2013年、V・プレミアリーグのパイオニアレッドウィングスに移籍した。ちなみに、フランスリーグ在籍時はかつてパイオニアに所属していたリベロの加藤理絵とチームメイトだったシーズンがあった（2011/12シーズン）。
2014年、アゼルバイジャンスーパーリーグのロコモティフ・バクーに移籍した。

## 所属クラブ
- ポシュタル064・ベオグラード （2002-2007年）
- ディナモ·パンチェボ （2007-2008年）
- イオニコス （2008-2009年）
- マルコプロ（2009-2010年）
- オリンピアコスCFP （2010-2010年）
- CSディナモ・ブカレスト （2010-2011年）
- エノー・バレー （2011-2013年）
- パイオニアレッドウィングス （2013-2014年）
- ロコモティフ・バクー（2014-2015年）
- ディナモ・モスクワ（2016-2017年）
- CSMヴォレイ・アルバ・ブラジ（2017-2018年）
- Tianjin（2018-2019年）
- Wealth Planet Perugia Volley（2019-2020年）
- Partizan Beograd（2020-2021年）
- サリエル・ベレディイェスポル（2021-2022年）